# Leo Trovati
Leo Trovati (Cremona, 10 maggio 1912 – Cremona, 2 aprile 1979) è stato un calciatore italiano, di ruolo attaccante.

## Carriera
Debuttò nella Cremonese diciassettenne, il 6 ottobre 1929 a Busto Arsizio nella partita Pro Patria-Cremonese (4-2), giocando 9 incontri del campionato di Serie A. Con la Cremonese ha disputato ben 15 stagioni calcistiche: alla prima ne faranno seguito 11 in Serie B e 3 in Serie C. Nei primi due anni della guerra ha militato nel Parma. Nel 1942 torna alla società grigiorossa,  con la cui maglia ha disputato in totale 370 partite, risultando terzo nella classifica alfieri di tutti i tempi, e realizzato 25 reti.

### Club

#### Competizioni nazionali
- Serie C: 2

Cremonese: 1935-1936, 1945-1946